# Time Lapse (Zona crepusculară)
Salturi în timp (titlu original: Time Lapse) este al șaptelea episod al serialului științifico-fantastic Zona crepusculară din 2002. A avut premiera la 9 octombrie 2002 în rețeaua UPN. Este regizat de John T. Kretchmer după un scenariu de James Crocker.

## Introducere
„Zack Walker a fost un om de rând cu probleme de rând până azi. Cât ai clipi din ochi și-a pierdut ultimele două zile din viață. Unde se află? Cum a ajuns aici? Zack va descoperi curând neliniștitoarele răspunsuri la aceste întrebări... în Zona Crepusculară..”

## Prezentare
După ce un pacient păzit de agenți secreți ajunge în îngrijirea sa, doctorul Zack Walker începe să aibă pierderi de memorie. De fiecare dată se trezește după zile în care nu știe ce-a făcut realizând că este implicat într-un bizar complot de asasinare a fiicei președintelui cu un pistol de plastic.

## Concluzie
„Două vieți s-au sacrificat pentru a salva o tânără femeie, făcând din Zack Walker cel mai controversat erou. Din păcate, Zack nu va ști niciodată... de ce a trebuit să fie așa pentru că răspunsul îl poți găsi numai în Zona Crepusculară.”